# Drie-eenheidskerk in Konkovo
De Drie-eenheidskerk in Konkovo (Russisch: Храм Троицы Живоначальной в Конькове) is een Russisch-orthodoxe Kerk in Konkovo, in het Zuidwestelijk Administratieve okroeg van Moskou. In 1960 werd het dorp Konkovo binnen de stadsgrenzen van Moskou opgenomen.

## Geschiedenis
In de jaren 1690-1694 werd het kerkje gebouwd. De kerk is gebouwd in de stijl van de Narysjkinbarok die zich kenmerkt door een overdaad aan decoratie. In 1808 werd een refter en klokkentoren toegevoegd aan het gebouw.

## Sluiting
Na de bolsjewistische machtsovername deelde de kerk het lot van het merendeel van de kerken. De waardevolle voorwerpen werden gestolen en in 1939 werd de kerk voor de eredienst gesloten en overgedragen aan een staatsboerderij, die de kerk voor opslag gebruikte. Het gebouw werd ernstig verminkt: van de toren werden twee verdiepingen gesloopt, de kruisen en decoraties werden van het gebouw verwijderd en de koepel werd afgeknot. In 1960 werd de kerk op de monumentenlijst geplaatst. Daarna kreeg het gebouw nog diverse andere bestemmingen.

## Heropening
In 1991 keerde de kerk terug naar de gelovigen, waarna de kerk haar plaats in de gemeenschap weer opeiste. In 1992 werd een zondagsschool opgericht en in 1994 kon de gemeenschap het 300-jarig bestaan van de kerk vieren. De kerk werd volledig gerestaureerd en eind jaren 90 werden de klokken in de toren opgehangen en een aanvang gemaakt met de bouw van een permanente iconostase.